# Салагаев, Александр Леонидович
Алекса́ндр Леони́дович Салага́ев (17 марта 1952, Казань, ТАССР, РСФСР, СССР — 18 июля 2014, Казань) — советский и российский учёный-социолог, общественно-политический деятель, один из лидеров русского национального движения в Татарстане.
Кандидат философских наук (1987), доктор социологических наук (2002 год), профессор (2003 год). Эксперт ООН по проблемам молодёжи. Руководитель «Общества русской культуры г. Казани» (в дальнейшем — «Общества русской культуры Республики Татарстан»).

## Образование
В 1975 году окончил историко-филологический факультет Казанского государственного университета (КГУ) им. В. И. Ульянова-Ленина по специальности «Научный коммунизм».

## Научная и преподавательская деятельность
В 1975—1979 годах работал младшим научным сотрудником, заведующим кабинетом, ассистентом кафедры научного коммунизма (ныне кафедра социологии, политологии и менеджмента) Казанского авиационного института (с 1992 г. — Казанского государственного технического университета им. А. Н. Туполева).
В 1979—1981 годах являлся аспирантом кафедры научного коммунизма (ныне кафедра политологии) КГУ им. В. И. Ульянова-Ленина. В 1981—1986 годах работал ассистентом, старшим преподавателем кафедры научного коммунизма (с 1991 г. — кафедра политологии) в том же вузе.
В 1987 году защитил диссертацию на соискание учёной степени кандидата философских наук по теме «Авторитет руководителя в управлении производственной деятельностью при социализме» (специальность 09.00.02 — теория научного коммунизма. 
В 1986—1994 годах — старший научный сотрудник, а 1989–2004 годах — заведующий лабораторией социологии КГУ имени В. И. Ульянова-Ленина, в 1994—2002 годах — доцент кафедры государственного управления, истории и социологии (ГУИС) Казанского государственного технологического университета (КГТУ).
В 2001 году А. Л. Салагаев защитил в Санкт-Петербургском государственном университете диссертацию «Подростково-молодёжное территориальное сообщество как объект теоретического исследования» на соискание учёной степени доктор социологических наук (специальность 22.00.01 — теория, методология и история социологии). Научный консультант — профессор В. Т. Лисовский
С 2004 года являлся профессором и заведующим кафедрой социальной и политической конфликтологии факультета социальных и гуманитарных технологий КГТУ.

### Область научных интересов
Основные этапы профессиональной биографии А. Л. Салагаева включают деятельность в области социологии труда и управления, девиантного поведения молодёжи и молодёжной политики.
На основе многолетних исследований социальных отклонений им была разработана концепция подростково-молодёжного делинквентного сообщества, выявлены его атрибутивные, функциональные и структурные характеристики, что позволяет совершенствовать уголовно-правовые нормы по борьбе с молодёжными преступными группировками, разрабатывать новые стратегии социального контроля. А. Л. Салагаевым осуществлён комплекс исследований проблем наркомании, СПИДа и уличного насилия.
Будучи членом Программы «Общественное мнение», он руководил исследованием «Профессиональная и ценностная ориентация школьников в рамках непрерывного образования».
На основе исследований А. Л. Салагаева была разработана и принята Программа формирования и осуществления молодёжной политики в г. Казани на 1992 — 2003 годы.
А. Л. Салагаев разработал образовательные программы по курсам «Социология», «Проблемы социальных девиаций», «Муниципальное управление», которые реализованы на отделении государственного и муниципального управления КГТУ и курсы «Социология конфликта», «Методика конфликтологических исследований», «Введению в междисциплинарную методологию исследования конфликтов» и другие.
За годы научно-педагогической деятельности им опубликовано более 180 научных и научно-методических работ, в том числе монографий: «Молодёжные правонарушения и делинквентные сообщества сквозь призму американских социологических теорий», «Человеческий фактор в ускорении экономического роста промышленности ТАССР», «The Eurogang Paradox. Street Gangs and Youth Groups in the U. S. and Europe», «Молодёжные субкультуры», «Подросток в городе: проблемы социализации», «Политико-административные аспекты коррупции в регионах Приволжского федерального округа». 
А. Л. Салагаев являлся обладателем грантов РГНФ, Фонда Фулбрайта, Поволжской ярмарки социальных и культурных проектов, участником международных программ Eurogang и NorFA.
Под его руководством защищены 24 кандидатских диссертации.
С 2002 года А. Л. Салагаев возглавлял Центр аналитических исследований и разработок. 
Являлся членом Международной социологической ассоциации и Российского общества социологов, Европейского общества криминологов, экспертом ООН по проблемам молодёжи.

## Общественная деятельность
В 1990 — 1995 годах А. Л. Салагаев являлся депутатом Казанского городского Совета народных депутатов, членом Президиума, Председателем постоянной комиссии по молодёжи и спорту.
Стоял во главе «Общества русской культуры г. Казани» (в дальнейшем — «Общества русской культуры Республики Татарстан») с момента его основания. С 8 апреля 2014 года был президентом «Общества русской культуры Республики Татарстан».. Занимался вопросами восстановления и сохранения русского культурного и духовного наследия.
С 2006 года являлся членом Общественной палаты Республики Татарстан двух первых созывов.

## Награды
За достижения в научно-исследовательской, организаторской, педагогической и общественной деятельности А. Л. Салагаев был награждён Почётными грамотами Государственного комитета СССР по народному образованию, ЦК ВЛКСМ, ЦК ЛКСМ Молдавии, Татарского областного комитета и Казанского городского комитета ВЛКСМ, Командующего Приволжским военным округом, Министерства по делам, молодёжи, спорту и туризму Республики Татарстан, Обкома профсоюза работников просвещения, высшей школы и научных учреждений, Архиепископа Казанского и Татарстанского, Казанского городского копитета КПСС и Исполкома Казанского городского Совета народных депутатов, Дипломом Минвуза РСФСР, Почётными знаками «Лауреат республиканского фестиваля молодёжи, 1973», «Лауреат смотра КАИ», имеет благодарности Министра образования СССР, ректоров КГУ им. В. И. Ульянова-Ленина, КГТУ им. А. Н. Туполева и КГТУ.
А. Л. Салагаев награждён медалью «В память 1000-летия Казани».

## Кончина
А. Л. Салагаев скончался 18 июля 2014 года в 5 часов утра после долгой продолжительной болезни.
Некролог А. Л. Салагаева, опубликованный в официальном печатном органе — газете «Республика Татарстан» — подписали председатель Государственного Совета Республики Татарстан Ф. Х. Мухаметшин, заместитель руководителя Аппарата Президента Республики Татарстан А. М. Терентьев, председатель Общественной палаты Республики Татарстан А. А. Фомин, ректор Казанского национального исследовательского технологического университета С. Г. Дьяконов, заместитель председателя Совета — руководитель исполнительного комитета Совета Ассамблеи народов Татарстана Н. М. Владимиров и другие известные лица.
А. Л. Салагаев похоронен на Арском кладбище Казани.

## Научные труды

### Монографии
- Салагаев А. Л. Молодёжные правонарушения и делинквентные сообщества сквозь призму американских социологических теорий / Казан. гос. технол. ун-т. — Казань : Экоцентр, 1997. — 152 с. ISBN 5-89866-011-9 500 экз.
- Салагаев А. А., Сергеев С. А., Лучшева Л. В. Социокультурный портрет Республики Татарстан: монография / Федеральное агентство по образованию, Гос. образовательное учреждение высш. проф. образования "Казанский гос. технологический ун-т", Каф. социальной и политической конфликтологии. — Казань : КГТУ, 2009. — 124 с. ISBN 978-5-7882-0801-5
- Общая социология : методическое пособие по элективному курсу / Казанский гос. технологический ун-т; [сост.: А. Л. Салагаев, Л. В. Лучшева].  — Казань: КГТУ, 2009. — 107 с.
- Салагаев А. А., Сергеев С. А., Лучшева Л. В. Новые проблемы и противоречия социокультурного развития Республики Татарстан: монография / М-во образования и науки России, Федеральное гос. бюджетное образовательное учреждение высш. проф. образования "Казанский нац. исслед. технологический ун-т". — Казань : КНИТУ, 2011. — 250 с. ISBN 978-5-7882-1178-7
- Салагаев А. Л., Ловчев В. М. Социальные девиации в молодежной среде: конфликтологический подход: учебное пособие: в 2 ч. Ч. 1. / М-во образования и науки РФ, Гос. образовательное учреждение высш. проф. образования "Казанский гос. технологический ун-т", Ин-т экономики, упр. и социальных технологий, Каф. социальной и политической конфликтологии. — Казань : КГТУ, 2011. — 206 с. ISBN 978-5-7882-1034-6
- Салагаев А. Л., Ловчев В. М. Социальные девиации в молодёжной среде: конфликтологический подход: учебное пособие : в 2 ч. Ч. 2./ М-во образования и науки РФ, Гос. образовательное учреждение высш. проф. образования "Казанский гос. технологический ун-т", Ин-т экономики, упр. и социальных технологий, Каф. социальной и политической конфликтологии. — Казань : КГТУ, 2011. — 2011. — 214 с. ISBN 978-5-7882-1035-3